# Италианска кампания (1796 – 1797)
Вижте пояснителната страница за други значения на Италианска кампания.
Италианска кампания (1796 – 1797) (на италиански: Campagna d'Italia), известна и като Първа италианска кампания на Наполеон, част от Войната на Първата коалиция, са военните действия на френската революционна армия начело с Наполеон срещу монархиите на Сардинското кралство, Свещената Римска империя (Австрия) и Папската държава в Северна Италия.
В тази кампания генерал Бонапарт за първи път демонстрира качества на голям стратег и лидер, като въпреки ограничените средства постига блестящи победи, в резултат на което постига френска доминация в Северна и Централна Италия. Генералът извоюва голяма популярност и престиж, като упражнява самостоятелно властта над завзетите територии и организира сателитни държави под контрола на Франция. Въпреки често не изпълнява нарежданията на Директорията, Наполеон победоносно приключва кампанията, като лично подписва Кампоформийския мирен договор, с който Свещената Римска империя признава поражението си и се затвърждава влиянието на Франция в Италия, най-вече след елита на населението.

## Предистория
Франция, оглавявана от Директорията, предприема военните кампании през 1796 г. с цел да приключи войната на континента, като изпраща към Виена армия от 150 000 души, командвана от генералите Журдан и в района на Рейн под командването на Жан Виктор Моро. Те са основните френски сили, докато армиите на Келерман в Алпите и т.нар. „Италианска армия“ на Наполеон (той поема командването ѝ на 2 март 1796), са значително по-малочислени и зле оборудвани. Тяхната задача е второстепенна, по възможност да покорят Пиемонт и Ломбардия. Пристигайки при армията си в Ница, Наполеон я заварва в плачевно състояние: отпусканите средства за войниците се присвояват, а войниците са гладни, зле екипирани и недисциплинирани. Той предприема жестоки мерки, включително разстрел, за да прекрати кражбите и възстанови дисциплината. Още преди да завърши необходимата екипировка, той се обръща с възвание към войниците, в което казва, че ще бъдат възнаградени за усилията си с поход в плодородната и богата Италия.

## Театър на бойните действия
Основният театър на бойните действия е по долината на река По, оградена на северозапад и север от Алпите, а на юг – от Лигурските Апенини. Река По, протичаща от запад на изток, представлява сериозна преграда, с редица крепости по двата бряга. Долината на По се дели на две части: северна равнинна, сравнително населена и богата; тя е пресечена от левите притоци на По, които са естествени отбранителни линии; и южна – по-малка по площ, запълнена с планински ридове, понякога достигащи до река По; тази част е не толкова богата и е по-слабо населена. Лигурските Апенини се спускат стръмно към морето, образувайки крайбрежната ивица на италианската Ривиера; северните им склонове са по-полегати от южните. От Ривиерата към долината на По водят важни пътища: от Ница към Кунео, от Савона към Кераско и Алесандрия и от Генуа към Алесандрия. Крайбрежният път (Корниш, на френски: corniche – корниз), служещ за връзка с Франция, е лош и незащитен от морето.

## Военни действия
Походът на френската армия започва в началото на април 1796 г. Наполеон избира най-краткия, но опасен маршрут за пресичане на Алпите: по крайбрежната ивица (Корниш) на Приморските Алпи, през прохода Кадибона, долината на Вормида и на 10 април влиза в Италия. Срещу него се изправят две противникови армии – австрийска и сардинска, които защитават Пиемонт със столица Торино.
По този начин Наполеон вбива клин между австрийските войски на генерал Больо и австро-сардинската армия на Ардженто. Силите са неравни – 37 000 французи и 60 оръдия срещу над 50 000 души на обединения противник. След като е атакуван на 10 април от Больо близо до Генуа Бонапарт контраатакува дясното крило на обединената армия в битката при Монтеноте и я побеждава. На 12 април въвлича Ардженто в бой, заповядвайки на генерал Лахарп да атакува фронтално, а на генерал Масена – да напредне срещу десния фланг на австро-сардинските сили. Граф Ардженто опитва да спре френския маньовър, но реагира твърде късно и неговите войски са разпръснати, като пленниците съставляват по-голямата част от загубите му. Френските войски нахлуват в Пиемонт и печелят още една победа в битката при Мондови. Пиемонт е принуден да приеме примирие на 28 април и по този начин отпада от войната и противниковата коалиция. По този начин в рамките само на месец Наполеон завоюва страна, устоявала на френските армии в продължение на три години. Окончателният мир със Сардинското кралство е подписан на 15 май.
След кратка почивка и реорганизация французите заемат позиция по продължението на река По. Френската победа при Кодоньо кара коалиционните войски да отстъпят отвъд река Ада. Там на 10 май се състои битката при Лоди, при която австрийският ариегард е победен, но основната част от австрийската армия на Больо успява да се оттегли. На 15 май французите завземат Милано.
Италианската френска армия е увеличена до 50 000 души и Наполеон продължава офанзивата, като се насочва към австрийската укрепена твърдина Мантуа. Поставяйки я под обсада, с една част от армията той самият продължава на юг, окупира Великото херцогство Тоскана и побеждава папските войски при форт Урбан. След това се връща на север и с 20 000 души побеждава 50 000 австрийци, командвани от фелдмаршал Вурмзер в битките при Лонато и Кастильоне. Австрийският командир е принуден да се оттегли в Алпите.
След като Вурмзер получава подкрепления, той предприема опит да помогне на Мантуа с основната част от армията си. В битката при Роверето на 4 септември австрийците претърпяват тежко поражение и след това второ в битката при Басано, където от армията им оцеляват едва 12 000 души.
Френската армия е изтощена от боевете, а линиите на снабдяване са застрашени от размирици и бунтове на местното население. Те са потушени жестоко от правителствени комисари, но френските позиции са отслабени. В същото време австрийците получават още подкрепления и за да стабилизира ситуацията, Наполеон основава две дъщерни републики: Транспаданската и Цизпаданската, на север и юг от река По.
Австрия подсилва войските си и поставя начело Йозеф Алвинци, който прави нов опит да прекрати обсадата на Мантуа. Положението на французите се утежнява, тъй като австрийците разполагат с три различни военни формирования и има риск Наполеон да бъде обкръжен. Той обаче действа смело и извоюва победа в тридневната битка срещу Алвинци при Арколе в средата на ноември.
И двете воюващи страни получават подкрепления в зимните месеци. През януари 1797 г. Алвинци започва нова атака, но в средата на януари в битката при Риволи генерал Масена извоюва нова френска победа. Много скоро след това австрийският гарнизон в Мантуа се предава (февруари 1797 г.). Междувременно революционната френска армия разбунва духовете във Венецианската република и пламват бунтове: в Бергамо на 13 март и в Бреша на 18 март. На 27 март французите предизвикват бунт в Крема и на 31 март обстрелват Сало, който се надига в защита на венецианците. Французите стават все по-агресивни и арогантни, открито заплашвайки градовете, подчинени на Венеция. Наполеон обявява война на Венецианската република през май и тя слага оръжие без да окаже съпротива.
Това дава възможност френските сили да се насочат към Каринтия и Австрия. Австрийците отстъпват организирано под ръководството на брата на императора ерцхерцог Карл, а в преследването им французите стигат близо до Виена. Австрийците са принудени да искат примирие (Леобенски мирен договор). Така Италианската кампания на Бонапарт допринася значително за победата на Франция във Войната на първата коалиция.

## Хронология
I етап:
- Наполеон пристига в Ница (27 март 1796 г.)
- Битка при Монтеноте (12 април 1796 г.)
- Битка при Милезимо (14 април 1796 г.)
- Бой при Дего (15 април 1796 г.)
- Бой при Сан Микеле (19 април 1796 г.)
- Сражение при Мондови (22 април 1796 г.)

II етап:
- Битка при Лоди (10 май 1796 г.)
- Обсада на Мантуа
- Сражение при Роверето (4 септември 1796 г.)
- Бой при Арколе (15 – 17 ноември 1796 г.)
- Битка при Риволи (14 – 15 януари 1797 г.)